# Eriogonum gracile
Eriogonum gracile är en slideväxtart som beskrevs av George Bentham. Eriogonum gracile ingår i släktet Eriogonum och familjen slideväxter. Utöver nominatformen finns också underarten E. g. incultum.